# Martina Aničić
Martina Aničić (10. veljače 1967. - Zagreb, 6. siječnja 2007.) je bila hrvatska spisateljica, dramaturginja i prevoditeljica. Magistrirala filmologiju na Filozofskom fakultetu u Zagrebu, s temom "Žene u suvremenom hrvatskom filmu". Radila je kao predstojnica Odsjeka dramaturgije Akademije dramske umjetnosti Sveučilišta u Zagrebu.

## Djela
- Raspukline, AGM, 1995
- Nebeska košarka, Znanje, 2004
- scenarij za TV seriju Obiteljska stvar, HTV 1996/97
- drama Candida
- drama Don Juan, pas božji
- radio-drama Slava umjetnosti